# Mešita Bajrakli (Peć)
Mešita Bajrakli (albánsky Xhamia Bajrakli, srbsky Bajrakli džamija) je mešita ve městě Peć (albánsky Pëja v Kosovu. Vzhledem ke svému významu je zařazen na seznam kulturních památek mimořádného významu Kosova.
Mešita se nachází ve staré části města, tzv. čaršiji. Přesné datum její výstavby není známo, ale předpokládá se, že vznikla v druhé polovině 15. století, na počátku osmanské přítomnosti v regionu. Je považována za hlavní mešitu v Peći; její název pochází z tureckého slova "bayrak", což znamená v češtině "vlajka", a "Bayrakli" potom mešitu "s vlajkou", odkazující na zástavu vyvěšovanou na jejím minaretu v době modlitby a dávající signál k modlitbě ve všech ostatních mešitách města.
Mešita Bajrakli je stavba s velkou kopulí širokou 11,65 m a vysokou 13,5 m. Její hlavní průčelí tvoří veranda se třemi dalšími, mnohem menšími kopulemi, které spočívají na dvou bočních stěnách budovy a na čtyřech pilířích spojených arkádami. Nad vchodem je vysoký ochoz, který stojí na pilířích s hlavicemi a táhne se po celé délce zdi. Celý areál je obklopen plotem zdobeným sochami a malovaným květinovými motivy. V rohu půdorysu se nachází jeden minaret. Stavba odpovídá klasické mešitě z doby turecké nadvlády nad Balkánem. Uvnitř stavby je mihráb, který je umístěn v mělkém výklenku.
V blízkosti mešity se nachází kašna se sochami květin, měsíce a hvězd a deskami s arabskými nápisy. Na pohřebišti se nachází sarkofág Hadžri-bega Miralaje, který je proveden s reliéfy znázorňujícími jeho znak, florální motivy a vyobrazení zbraní a symbolických předmětů.